# Голова цивільної адміністрації
Голова цивільної адміністрації (нім. Chef der Zivilverwaltung, CdZ) — посада, запроваджена в нацистській Німеччині, яка існувала під час Другої світової війни. Її завданням було вирішення цивільних питань відповідно до закону про окупацію, головна мета — підтримка військового командування в оперативних районах німецької армії. CdZ передаватиме свої повноваження відповідному цивільному уряду після того, як дана територія опиниться в тилу дійових збройних сил.

## Відповідальність
Відповідно до німецького законодавства, всі виконавчі повноваження в районах дислокації переходили до збройних сил (Вермахту). Перевантажене і неспроможне побудувати цивільну адміністрацію Верховне командування німецької армії охоче ставило ці завдання перед CdZ. Через посаду райхсштатгальтера посада підпорядковувалася Міністерству внутрішніх справ рейху, але оперативно CdZ був під керівництвом головнокомандувача німецької армії та, зрештою, Адольфа Гітлера як верховного головнокомандувача. Гітлер загалом втручався у внутрішню політику окупованих територій, надаючи необмежені повноваження загонам СД та СС під командуванням Генріха Гіммлера.

## Адміністрації
Кілька адміністративних підрозділів під керівництвом начальника цивільної адміністрації були офіційно визначені як CdZ-Gebiete (райони CdZ, начальник територій цивільного управління): 
- Кілька організацій CdZ були створені після окупації чехословацьких судетських територій з 1 жовтня 1938 року. Однак ці установи виявилися невдалими і були швидко замінені урядом Конрада Генляйна, призначеного райхскомісаром 21 жовтня. Далі CdZ служив під час німецького вторгнення до призначення Костянтина фон Нойрата захисником рейху Богемії та Моравії в березні 1939 року.
- Після вторгнення в Польщу 1939 року нацистський гауляйтер Альберт Форстер з Данцига був призначений Гітлером 8 вересня на посаді офіційного представника CdZ на території, яка 26 жовтня офіційно перетворилася на Райхсгау Західна Пруссія.
- Подібним чином колишній президент Сенату Данцига Артур Грайзер виступав в ролі CdZ на попередньому етапі створення Райхсгау Позен з 8 вересня до офіційного створення Райхсгау 21 жовтня 1939 року
- Також з 6 вересня 1939 року бригадний фюрер СС Хайнц Йост був призначений CdZ окупованої області Ціхенау, яка була офіційно приєднана до провінції Східна Пруссія 26 жовтня.

Після битви за Францію, з серпня 1940 року, на тих окупованих західних територіях, які (ще) офіційно не були анексовані Третім Рейхом, були призначені чиновники CdZ:
- Ельсас : райхсштатгальтер Роберт Генріх Вагнер, нацистський гаулайтер Бадена
- Лотрінген (Лотарингія ): райхскомісар Йозеф Бюрккель, гауляйтер Саарпфальца (Вестмарк )
- Люксембург : Густав Саймон, гауляйтер Кобленц-Трієр (Мозеланд )

Подальший CdZ вступив на посаду після Балканської кампанії 1941 року:
- Окуповані югославські території Каринтії та Карніоли : райхсштатгальтер Фрідріх Райнер, гауляйтер Каринтії
- Займана територія Нижньої Штирії : райхсштатгальтер Зігфрід Іберрейтер, гауляйтер Штирії

Після початку операції "Барбаросса" в червні 1941 р. На польській території, раніше окупованій Радянським Союзом, був створений CdZ-Gebiet Белосток під керівництвом Еріха Коха, гауляйтера Східної Пруссії, перетвореного на Бецірк Білосток 1 серпня 1941 року.